# Зоран Ћирјаковић
Зоран Ћирјаковић (Београд, 22. децембар 1965) српски је новинар, публициста, политиколог, истраживач, светски путник, бивши туристички водич и универзитетски предавач. Некадашњи је дописник Newsweek-а и Los Angeles Times-а, као и предавач на Факултету за медије и комуникацију Универзитета Сингидунум. Радио је и као истраживач-сарадник Института за политичке студије. Познат је и као аутор термина аутошовинизам и случајни Србин.

## Биографија

### Образовање
Потиче из предратне комунистичке породице из Драгачева. Његов деда-стриц био је политички комесар Драгачевске партизанске чете. Ћирјаковићев отац био је полицијски инспектор за привредни криминал, а мајка је била лекар пореклом из метохијског села Заскок, које је данас део Урошевца. Детињство је углавном проводио у Косјерићу, где су му родитељи радили, а прва четири разреда основне школе је завршио у Основној школи „Нада Матић” у Ужицу. Породица се затим преселила у Блок 45 у Новом Београду, те Ћирјаковић тамо завршава Основну школу „Бранко Радичевић”. У исто време, у друго одељење ове школу је ишла Марија Милошевић, ћерка будућег председника Србије и СР Југославије Слободана Милошевића. Још у раној младости је научио енглески језик, јер је већ после 7. разреда отишао код једне британске породице у Брајтон, ради учења језика.
Након завршене средње школе Образовни центар „Петар Драпшин”, уписује студије социологије и електротехнике, али се опредељује за ове друге. Одлази на одслужење војног рока у Пули, па затим наставља студије. Дипломирао је на Електротехничком факултету Универзитета у Београду. Током студија је завршио опште и специјалистичке обуке за туристичког водича на туристичком одсеку Економског факултета и радио као водич у Београду и по западној Европи (Рим, Париз, Милано, Минхен, Залцбург, Барселона).
Завршио је постдипломске (мастер) студије на Факултету политичких наука Универзитета у Београду.

### Новинарска каријера
У јуну 1993. године, запослио се као електроинжењер у Савезној управи царина на Врачару, да би након само неколико недеља почео да ради као фиксер (возач и преводилац) иностраних дописника са југословенских ратишта. Ћирјаковић је касније и сам био ратни извештач, а текстове је објављивао за Newsweek и Los Angeles Times. Писао је о догађајима и злочинима у рату у Босни и Херцеговини и рату на Косову и Метохији. Касније наставља да извештава о ратним сукобима и кризама из потсахарске Африке, Азије и Латинске Америке. Боравио је у многим кризним подручјима, укључујући и одређене базе под контролом Хамаса.
Објавио је два текста у листу Данас, а писао је за НИН, Политику и Време. Текстове од 2009. године објављује и на блогу „(Поништени) Неписмени ђавољи адвокат”.

### Академска каријера
Радио је као предавач на Факултету за медије и комуникацију Универзитета Сингидунум. На Факултету политичких наука Универзитета у Београду држао одређени број курсева и летњих школа из области глобализације. Као гостујући предавач, држао је предавања на факултетима у Босни и Херцеговини и Уједињеном Краљевству, а сарађивао је са организацијом Чувара људских права (енгл. Human Rights Watch).
Уско стручне теме којима се бави су алтернативне модерности, Подсахарска Африка и интеркултуралне комуникације.

### Отказивање
Према мишљењу Биљане Србљановић (и самог Ћирјаковића) он је један од првих људи у Србији који су доживели отказивање, након оштрог сукоба мишљења са групом жена из јавног живота Србије.

## Ставови

### Политика
Једно време је био члан Демократске странке. Један је од оснивача Напредног клуба чији је председник Чедомир Антић.
Подржава политику коју спроводи Александар Вучић, кога сматра за савршеног лидера за тренутни историјски период.

### Аутошовинизам
Термин аутошовинизам објашњава тиме да није самомржња — она је сасвим легитимна и често је није тешко разумети, нарочито онда када властодршци или сународници пишу срамне и злочиначке странице заједничке историје. Аутошовинизам почиње онда када неко закључи да је он сам „изузетак”, „пропуст у систему” и када сународницима, људима који су објект личне мржње, негира човечност и сугерише да је њихова „зверска” природа нешто што је вечно, неуништиво и трајно, нешто што је део њиховог „менталитета”.
Ћирјаковић је увео и термин „случајни Србин”, јер тврди да је појам „Друга Србија” временом изгубио смисао, а у контексту Србије и Републике Српске дефинисао је и културу аутошовинизма, као „локални систем веровања који подстиче различите антисрпске ставове, како у самој Србији тако и ван ње, и подржава схватање да је реч о јед(и)ном националном културом контаминираном народу, за чију је, наводно, крвожедну колективну патологију једини трајни, ефикасан 'лек' — дно масовне гробнице, док неоколонијално потчињавање може само да ублажи или спречи неке од најгорих симптома, наводно, друштвене болести на коју Срби немају имунитет”.

## Приватни живот
У браку је са глумицом Наташом Марковић.
Ћирјаковић је атеиста, али и поштовалац Српске православне цркве као важног дела српског националног идентитета. Такође је поштовалац ислама.

## Дела
Књиге
- Глобална Африка: последице глобализацијских и модернизацијских процеса јужно од Сахаре, Архипелаг, 2013,  978-86-523-0088-4;[11]
- Откривање аутошовинизма: од појаве до појма, Catena Mundi, 2021,  978-86-6343-148-5[12]
- Неоколонијална Србија: држава и друштво у време Александра Вучића. 2022. ISBN 978-86-6309-270-9., Филип Вишњић.[13]
- Против дома спремни: српски аутошовинизам, његови корени и последице. 2024. ISBN 978-86-7540-397-5., Пешић и синови.[14]
- За домовину неспремни (у припреми)
- Полицентричност српства и препреке српском интегрализму: О зверима српским, Босанцима, ћацијама и другим унутарсрпским демонима (у припреми)

Одабрани стручни радови
- 'Kosovized' Bosnia[15]
- Исламски фундаментализам: кључ будућности Босне[15]
- „Serbian autumn” delayed: a lesson in uncivil democracy-building[15]
- Свођење постјугословенских држава и њиховог становништва на „праву меру”[15]
- Други живот јавних интелектуалаца: телевизијски интелектуалци у ери друштвених медија[15]
- Мушки снови, неолибералне фантазије и звук оклеветане модерности: турбо-фолк у раљама субалтерности, предузетништва другости и злочина[15]
- Субалтерне студије и тумачење постјугословенског простора[15]
- Примена модела димензија националних култура Херта Хофштедеа у истраживању политичког обрасца у Србији: постоји ли софтвер српског политичког ума?[15]
- Глобална Африка: последице глобализацијских и модернизацијских процеса јужно од Сахаре[15]
- Улога друштвених медија у изборима у Србији 2014. Године: све значајнији, али и даље секундарни[15]
- Нормативно насиље у ери глобализације[15]
- Друштвени медији као оружје слабих у дефектној демократији: битке за цензус, отпор разочараних и хомонационалистичко повлачење на изборима у Србији 2016. Године[15]
- Децентрирање света после колонијализма: стратегије супротстављања од краха цивилизаторске мисије до успона новог оријентализма[15]
- Афричке невоље с Нобеловом наградом за мир: „перверзни нобел” у Хагу уместо пута у Осло[15]
- Бели шум на друштвеним мрежама: улога друштвеног капитала у изборним кампањама[15]
- Лиминални простор као тера инкогнита: ни дебалканизација ни европеизација[15]
- Значај културалности дискурса за разумевање глобализације „универзалних” политичких норми[15]
- Децентрирање схватања левице и поглед на левицу у Србији кроз латиноамеричку призму[15]
- У славу хибрида, естетизације и обмана: субверзија историје, западног погледа и афроцентричности у радовима Јинке Шонибареа[15]
- Тransitional justice against democracy in Serbia: Аiding transitions or facilitating neocolonial interventions[15]
- Anti-war activism as vanishing mediator of autochauvinism: From socialist Yugoslavism to Serbia that does not reconcile itself to the Serbs and Serbia[15]
- Откуд аутошовинизам: Oд социјалистичког југословенства до Србије која се не мири са Србима[15]